# Лебединский городской совет
Лебединский городской совет (укр. Лебединська міська рада) — входит в состав Сумской области Украины.
Административный центр городского совета находится в Лебедине.

## Население
Население совета составляет 25 455 человек (2019), в том числе городское — 24 853 человека, сельское — 602 человека.

## Населённые пункты совета
- г. Лебедин
- с. Кудановка
- с. Алексенково
- с. Токари